# Municipio de Sēja
El municipio de Sējas (en letón: Sējas novads) era un municipio de Letonia. Fue creado durante el año 2006 después de una reorganización territorial y disuelto en 2021, en que pasó a ser una subdivisión de la nueva municipalidad de Saulkastri.